# Ray Telford
Raymond Douglas Telford (Newcastle upon Tyne; 23 de noviembre de 1946), más conocido como Ray Telford, es un exfutbolista canadiense nacido en Inglaterra que jugó como defensa.

## Clubes
| Club                 | País   | Año       |
| -------------------- | ------ | --------- |
| Victoria O'Keefe     | Canadá | 1967-1970 |
| Victoria Royals      | Canadá | 1971      |
| Victoria West United | Canadá | 1972      |
| Nanaimo City         | Canadá | 1973-1975 |
| Nanaimo United       | Canadá | 1975-1983 |

## Selección nacional
Jugó con la selección de Canadá, donde debutó el 6 de julio de 1975 contra Polonia y jugó en los Juegos Olímpicos de Montreal de 1976. También participó en los Juegos Panamericanos de 1971 y Juegos Panamericanos de 1975.

### Participaciones en Juegos Olímpicos
| Torneo                   | Sede     | Resultado    |
| ------------------------ | -------- | ------------ |
| Juegos Olímpicos de 1976 | Montreal | Primera fase |